# NGC 3759
NGC 3759 ist eine linsenförmige Radiogalaxie vom Hubble-Typ SB0 im Sternbild Großer Bär am Nordsternhimmel. Sie ist schätzungsweise 252 Millionen Lichtjahre von der Milchstraße entfernt und hat einen Durchmesser von etwa 80.000 Lichtjahren.
Im selben Himmelsareal befinden sich u. a. die Galaxien NGC 3733, NGC 3737, NGC 3738, IC 2943.
Das Objekt wurde am 19. August 1866 von Heinrich Louis d’Arrest entdeckt.